# Trachyandezyt
Trachyandezyt, andezyt albitowy – skała magmowa wylewna, pośrednia między latytem a andezytem. W stosunku do andezytu zawiera więcej skaleni alkalicznych.
Barwa ciemnoszara, struktura najczęściej porfirowa z fenokryształami plagioklazów, amfiboli, piroksenów i skaleni alkalicznych.

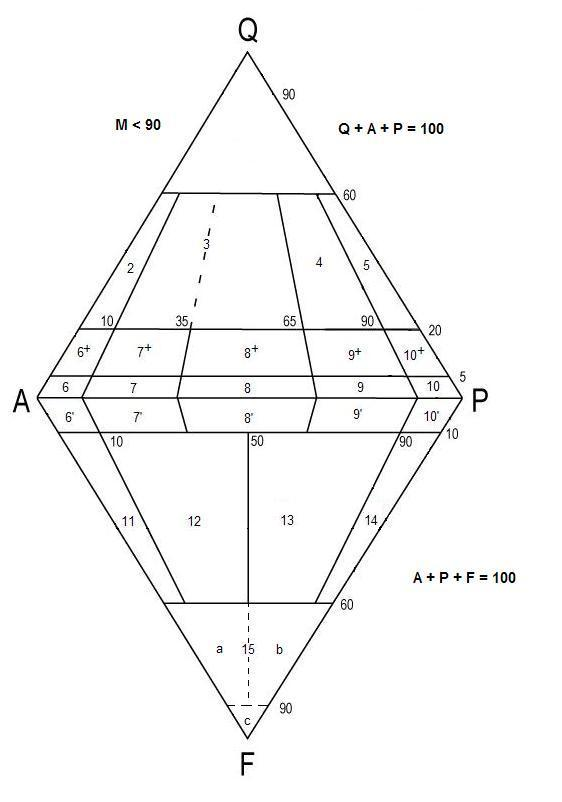
Na schemacie klasyfikacyjnym IUGS skał wulkanicznych trachyandezyty zajmują pola 2 i 3

Trachyandezyty mieszczą się w polach 8 (latyt) i 9 (latytowy andezyt) diagramu QAPF skał wulkanicznych.
Według klasyfikacji TAS trachyandezyty zajmują pola S2 (mugearyty i shoshonity) i S3 (benmoreity i latyty).
- Pc – pikrobazalty
- B – bazalty
- O1 – bazaltowe andezyty
- O2 – andezyty
- O3 – dacyty
- R – ryolity alkaliczne i ryolity
- S1 – trachybazalty

Diagram TAS z symbolami pól wykazujących stopnie nasycenia krzemionką

- S2 – trachyandezyty (maugearyty i shoshonity)
- S3 – trachyandezyty (benmoreity i latyty)
- T – trachity alkaliczne, trachity
- U1 – bazanity i tefryty
- U2 – fonotefryty
- U3 – tefryfonolity
- Ph – fonolity
- F – foidyty

Trachyandezyt jest zbiorczą nazwą dla mugearytu, shoshonitu, benmoreitu i latytu.
Występują w Polsce i Czechach w obrębie środkowoeuropejskiej prowincji bazaltowej.